# Mohamed Ali Samatar
Muhammad Ali Samatar (somali Maxamed Cali Samatar) (nascut el 1931) és un polític i militar somali, antic primer ministre de Somàlia, figura clau als anys setanta i vuitanta.
Samatar fou un important militar del grup proper a Barre. Va servir com a comandant de l'exèrcit, vicepresident i ministre de Defensa del 1980 al 1986 i l'1 de febrer de 1987 fou nomenat primer ministre, càrrec que havia estat suprimit des de l'1 de novembre del 1969. Van conservar el càrrec fins al 3 de setembre de 1990. El general Samatar era 
un home d'esquerres però d'un sub clan poc influent, client dels majeerteen; el 1988 Barre va patir un greu accident d'automòbil i fou portat a Aràbia Saudita per la recuperació; en absència seva, Samatar va dirigir el país però no es va aprofitar per assegurar-se la successió, per la que ja lluitaven el ministre d'exteriors Abdarrahman Jama Barre (germà de la mare de Siad Barre) i el fill del dictador, Maslah Barre. El president es va recuperar i Samatar no va tenir cap problema en retornar a un segon pla.
El gener del 1990 Siad Barre el va cessar intentant donar el càrrec a un membre de l'oposició moderada però cap polític rellevant va acceptar el nomenament i Samatar fou confirmat. Però fou cessar altre cop el setembre i substituït per l'issaq nordista Mohamed Hawadle Madar en un intent de desactivar la rebel·lió dels issaqs (Moviment Nacional Somali).
Durant el període que fou ministre de defensa i primer ministre les forces armades foren acusades d'atrocitats i violacions dels drets humans, encara que no hi va participar personalment. Les principals violacions foren contra els issaq del nord, que donaven suport al Moviment Nacional Somali, destacant els bombardejos d'Hargeisa i Burao, les dos principals ciutats que havien caigut almenys en part en mans dels rebels (1988); Hargeisa fou parcialment destruïda. L'exèrcit dirigit pel general Muhammad Siad Hersi, àlies Morgan, gendre del president, va matar almenys a 5000 civils i 400.000 es van refugiar a Etiòpia.
El 10 de novembre del 2004 el Centre per la Justícia i la Responsabilitat de San Francisco va posar una denúncia contra Ali Samatar, acusat de violacions greus dels drets humans, com a superior jeràrquic o polític dels que van fer les matances. De moment el judici no s'ha resolt.